# Wizard rock
Le wizard rock (littéralement, « rock sorcier »), parfois appelé de façon simplifiée wrock, est un mouvement musical apparu en 2002, composé de groupes de jeunes musiciens qui jouent et composent des morceaux à propos de l'univers de Harry Potter, créé par J. K. Rowling. Il y avait en 2008 plus de 400 groupes de wizard rock.

## Concept

Le wizard rock s'inspire presque essentiellement de l'univers de Harry Potter.

Le wizard rock, aussi appelé de façon abrégée « wrock »,, est à l'origine une sous-culture du rock qui s'est diversifiée ultérieurement dans plusieurs directions, principalement le punk, mais également vers la techno, l'électropop, le funk, le blues et la musique folk dans une certaine mesure,. S'ils ne font pas tous du rock au sens strict, tous les groupes de wizard rock s'inspirent directement de l'univers de Harry Potter et s'y limitent,. Contrairement à un groupe comme Led Zeppelin, qui incorporait dans ses paroles des références au Seigneur des anneaux, au sein d'un univers musical plus large, le wizard rock constitue un genre en lui-même, qui repose uniquement sur la franchise créée par J. K. Rowling.
Les paroles sont plutôt simples, dans une veine ironique ou parodique. Elles sont souvent écrites du point de vue d'un personnage qui peut également donner son nom au groupe : ainsi Draco and the Malfoys chantent My Dad is Rich en référence à l'arrogance de leur éponyme Drago Malefoy, tandis que The Moaning Myrtles (nommés d'après le fantôme Mimi Geignarde) chantent And Then I Died. Les paroles fonctionnent généralement sur le mode de points de vue particuliers, qui rejettent parfois une partie du récit original.

## Histoire

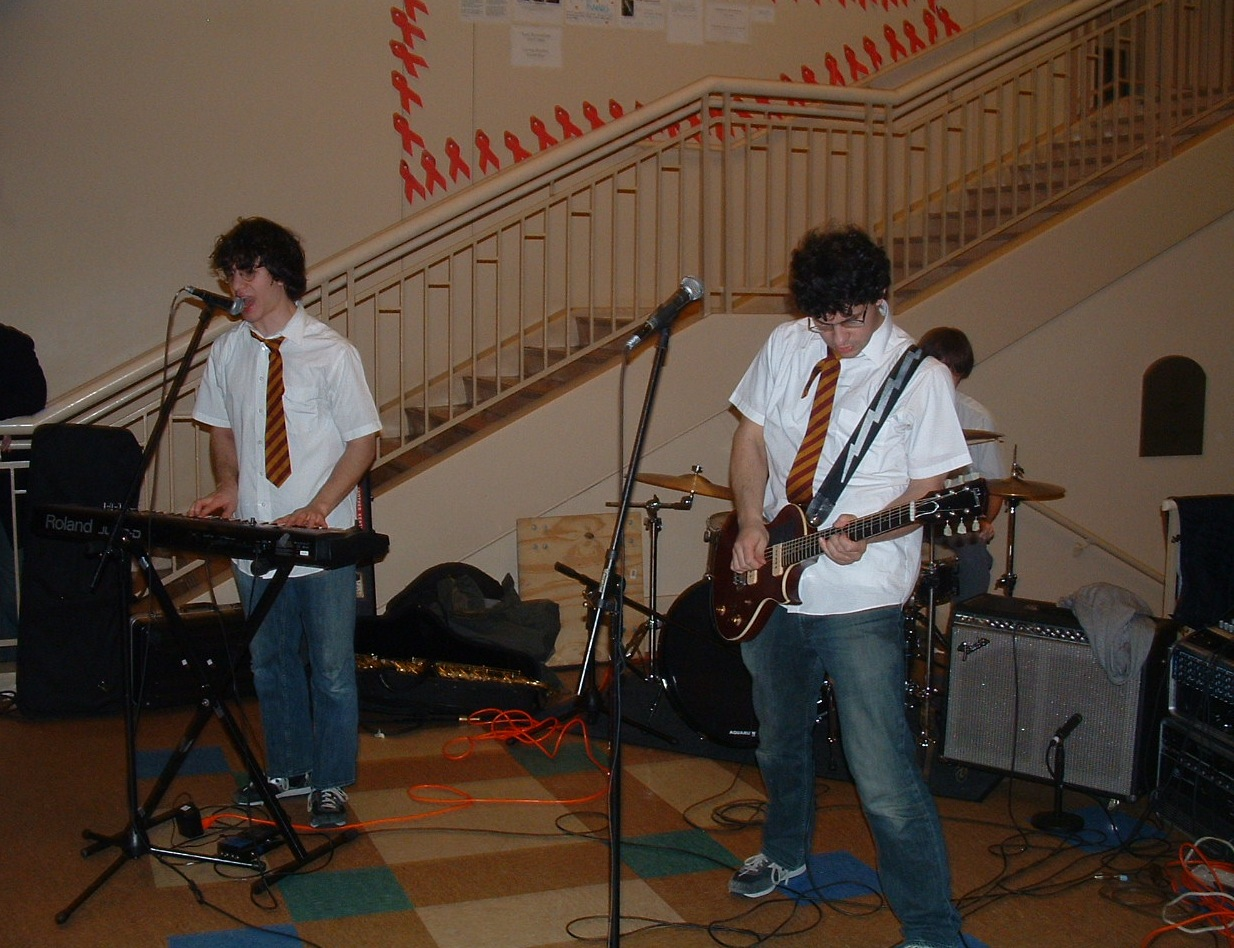
Harry and the Potters, groupe fondateur du wizard rock, en 2007 à l'Horace Mann School à Riverdale, quartier du Bronx, aux États-Unis.

La musique est mentionnée à diverses reprises dans Harry Potter, par exemple avec les chansons du choixpeau magique lors de la cérémonie annuelle de répartition des premières années entre les maisons de Poudlard. L'existence d'une scène musicale active dans le monde des sorciers est attestée dans plusieurs tomes : la chanteuse de jazz Celestina Warbeck (« Célestina Moldubec » en version française) est mentionnée dans Harry Potter et le Prince de sang-mêlé, de même que le groupe de rock The Weird Sisters (« Bizarr' Sisters » en version française) dans Harry Potter et la Coupe de feu. Ce dernier serait une inspiration possible du wizard rock, bien que l'œuvre musicale du groupe ne soit pas évoquée en détail dans le livre sorti en 2000. Ce n'est qu'en 2005, lors de la sortie du film adapté du roman, que la musique des Bizarr' Sisters acquiert substance à travers trois chansons.
Switchblade Kittens, un groupe de Los Angeles, enregistre en 2000 la chanson Ode to Harry, écrite du point de vue de Ginny Weasley, qui est généralement considérée comme la toute première consacrée à l'univers de Harry Potter,. Elle connaît un grand succès sur Internet et incite les Switchblade Kittens à sortir en 2006 un album intitulé The Weird Sisters.
Le premier groupe uniquement dédié à Harry Potter est formé en 2002, sous le nom de Harry and the Potters, créant le wizard rock en tant que fandom de Harry Potter,. Plusieurs groupes ont été créés au moment de la sortie du dernier tome de la série de romans, en 2007, de nombreux fans souhaitant continuer à faire vivre la communauté créée autour de Harry Potter,. En 2008, on dénombre ainsi plus de 400 groupes de wizard rock. Toutefois, ce mouvement n'existe quasiment qu'aux États-Unis (où il y avait près de 400 groupes en 2011) et en Grande-Bretagne.
Une première compilation regroupant les groupes les plus connus est sortie sous le nom de A Magical Christmas of Magic, en 2005.
Après la période d'apogée du wrock à la fin des années 2000, le mouvement musical a progressivement perdu en intensité, notamment après la sortie du dernier film de la série Harry Potter, en 2011,. Certains groupes emblématiques comme The Parselmouths se sont dissous, bien que d'autres soient encore actifs en 2015, à l'instar de The Whomping Willows ou encore de Harry and the Potters, qui a annoncé continuer à faire 30 concerts par an.

## Production et diffusion
La majorité des groupes de wizard rock s'autoproduisent, en prenant en charge l'écriture et la composition des chansons, leur enregistrement, et leur diffusion, dans une logique de « Do it yourself » (« fais-le toi-même »),,. Le wizard rock s'est principalement développé au moyen d'Internet ainsi que grâce à l'importante couverture médiatique entourant les livres et les films Harry Potter. Malgré cette dernière, le wrock n'a jamais percé au sein de l'industrie musicale « grand public », par absence de passages en radio ou de diffusion sur des chaînes comme MTV, mais aussi par refus des groupes de produire une musique trop commerciale. Les Switchblade Kittens ont ainsi refusé de rejoindre un label de musique, ce dernier ne souhaitant pas les voir continuer à écrire certaines de leurs chansons sur Harry Potter.
Des débuts du wizard rock jusqu'à la fin des années 2000, les groupes ont majoritairement diffusé leur musique par l'intermédiaire de MySpace. Toute la communauté du wrock se retrouvait à cette époque sur le site, et en 2007, le profil MySpace de Harry and the Potters atteignait presque les 100 000 fans. Les acteurs du wrock ont aussi commencé à utiliser YouTube, Facebook et Twitter quand ces réseaux ont commencé à gagner en popularité, et ils ont graduellement délaissé MySpace.
Les groupes se financent grâce à la vente de leurs albums et au merchandising[réf. nécessaire]. Certains rendent parfois payant l'accès à leurs concerts (entre 5 et 10 US$ pour Harry and the Potters ou Draco and the Malfoys), mais même ceux qui le font continuent à donner régulièrement des concerts gratuits.

## Acteurs

### Sociologie
Les groupes de wizard rock sont principalement originaires des États-Unis, pays fondateur, où ils étaient près de 400 en 2011. Le mouvement est aussi assez présent au Royaume-Uni, lieu d'action de Harry Potter. Le wizard rock est, en comparaison, marginal au niveau mondial, même si des groupes se sont créés un peu partout sur la planète, de la Norvège à l'Australie, en passant par la Russie et la France. Les groupes sont autant masculins que féminins, et leurs membres sont principalement des adolescents ou des adultes entre 20 et 30 ans, même s'il y a aussi parfois des enfants. Le public du wizard rock se situe dans la même tranche d'âge que les membres des groupes.
Le wizard rock est pour ses adeptes un moyen de transmettre leur amour obsessionnel envers l'œuvre de J. K. Rowling, tout en créant une communauté de fans soudée. Cette dernière, dispersée géographiquement, s'appuie sur les réseaux sociaux comme MySpace, Facebook et Twitter pour échanger à propos du wrock. De par son lien avec de nombreux éléments tirés de la franchise, notamment au niveau des paroles des chansons, le wrock est majoritairement apprécié par des personnes familières avec l'univers de Harry Potter.

### Actions et convictions
Reprenant les convictions et actions de J. K. Rowling, les groupes sont souvent impliqués dans des actions promouvant l'alphabétisation, la littérature, la justice sociale et la tolérance. Le groupe The Remus Lupins a ainsi pour slogan « Fight Evil, Read Books » (« Combattez le Mal, lisez des livres »), tandis que Harry and the Potters et Andrew Slack ont créé en 2005 l'ONG Harry Potter Alliance, un groupe de défense organisant des campagnes d'action sur de nombreux sujets, luttant par exemple contre le changement climatique, le sexisme, l'homophobie et l'analphabétisme,. Le slogan de l'organisation, « the weapon we have is love » (« Notre arme est l'amour »), en référence au livre Harry Potter et le Prince de sang-mêlé dans lequel Albus Dumbledore explique à Harry Potter que « l'amour » est sa meilleure arme contre Lord Voldemort, a été repris dans le titre du troisième album de Harry and the Potters, intitulé Harry and the Potters and the Power of Love (en français : « Harry and the Potters et le pouvoir de l'amour »).
Afin de promouvoir la lecture, qui est au cœur du wizard rock, la plupart des groupes se produisent dans des bibliothèques, des librairies, des écoles ou des campus universitaires. Ils jouent aussi lors de grands rassemblements, festivals ou conventions liés à l'univers de Harry Potter,,. Les groupes se produisent aussi lors de festivals consacrés au wrock, notamment celui de Wrockstock, créé en 2007, qui rassemblait une quinzaine de groupes dans les Monts Ozarks, dans l'État du Missouri.
En tant que mouvement musical de niche, le wizard rock a un public restreint, et il est rare que les groupes jouent devant plus de quelques centaines de personnes, bien que les plus célèbres arrivent à réunir plusieurs milliers de personnes, notamment lorsqu'ils jouent ensemble. Ainsi, le 20 juillet 2007, entre 10 000 et 20 000 personnes étaient attendues au concert de Harry and the Potters et de Draco and the Malfoys au Harvard Square à Cambridge, pour célébrer la sortie du septième et dernier tome de Harry Potter. De 2002 à 2009, Harry and the Potters a participé à plus de 500 concerts, dans 49 États américains. Durant les années fastes du wizard rock, le groupe a parfois joué jusqu'à 100 concerts par an, et de sa création jusqu'en 2015, il en a fait plus de 800.

### Groupes emblématiques

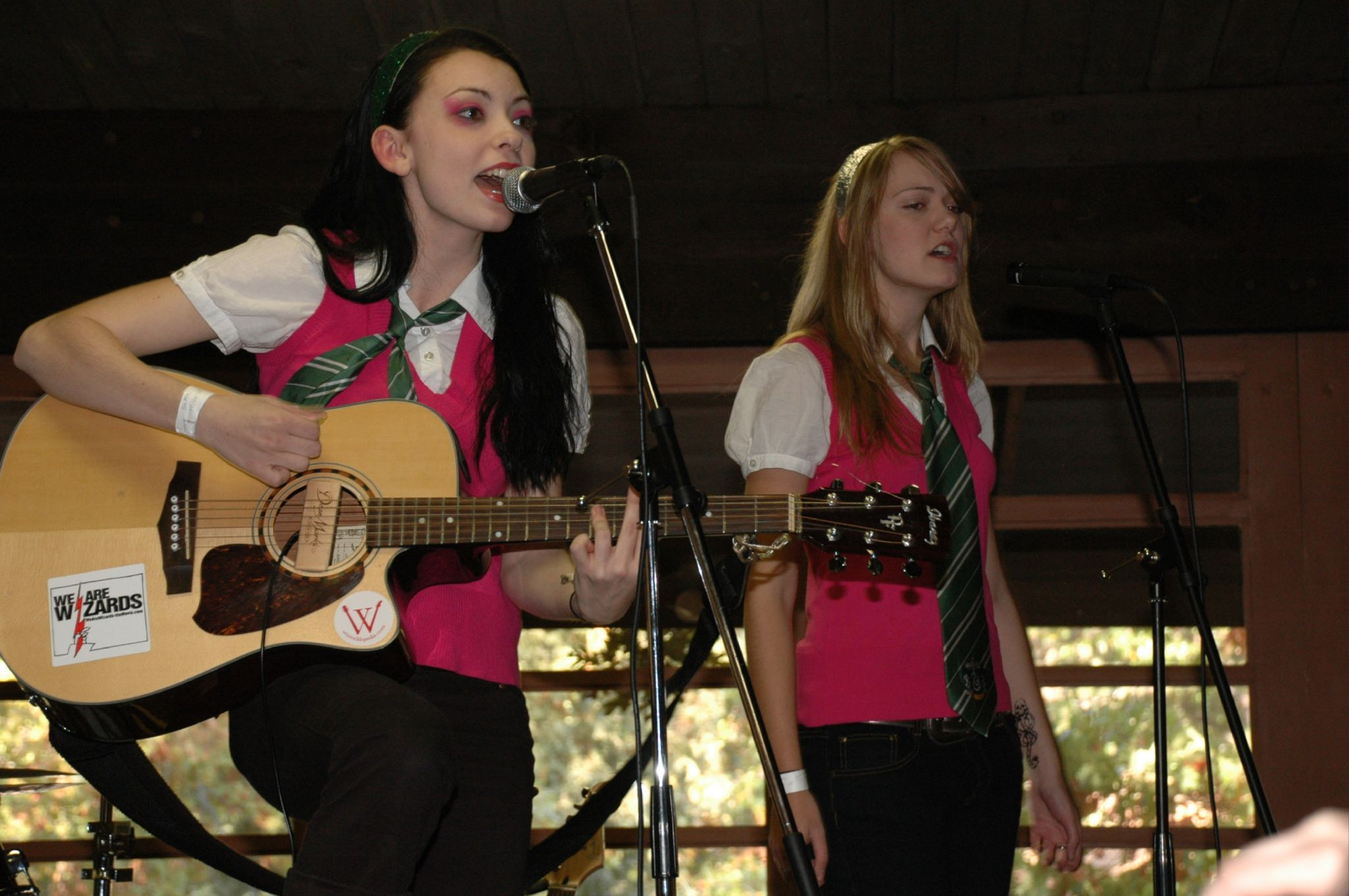
The Parselmouths en 2007, au principal festival de wizard rock, Wrockstock, à Potosi, aux États-Unis.

- Harry and the Potters est le groupe fondateur du wizard rock en 2002 et porte-drapeau du mouvement. Il écrit ses chansons punk rock du point de vue de Harry Potter[21],[18],[3],[6],[5].
- Draco and the Malfoys est un groupe de rock-bluegrass formé en 2005 qui adopte le point de vue de Drago Malefoy et parodie Harry and the Potters[14]. Il joue fréquemment en concert avec ces derniers[21],[6],[17].
- The Parselmouths, formé en 2004[11],[22],[23], est l'un des tout premiers groupes de wizard rock. Le girls band écrit ses chansons du point de vue d'étudiantes de Serpentard, et tire son nom du fourchelang, langue permettant de communiquer avec les serpents (en anglais « parseltongue », dont les locuteurs sont les « parselmouths »). Le groupe est influencé par la musique techno et l'électropop[3],[4],[5].
- The Whomping Willows est un groupe formé en 2005 oscillant entre le rock, la folk et la country, qui tire son nom du Saule cogneur (en anglais, « Whomping willow »)[21],[3],[6].
- The Remus Lupins est un groupe créé en 2005, qui adopte le point de vue de Remus Lupin et produit de la musique acoustique[4],[21],[6].
- The Switchblade Kittens est considéré comme le groupe précurseur du wizard rock, bien qu'il ne s'y limite pas, avec sa chanson Ode to Harry enregistrée en 2000[1],[4].

Les Hungarian Horntails (inspiré du Magyar à pointes et dont les membres sont des enfants),,, les Moaning Myrtles  (chantant du point de vue de Mimi Geignarde),, Tonks and the Aurors (chantant du point de vue de Nymphadora Tonks), ou encore Ministry of Magic (inspiré du Ministère de la Magie),, sont aussi des groupes notables.

### Wizard rock en France
Peu de groupes de wizard rock ont percé en France. Le plus gros de la production de chansons se faisant en anglais, le genre, qui repose énormément sur les paroles et les références, est moins accessible au public francophone. Malgré une tentative de rendre les chansons plus accessibles par la traduction, avec notamment le site Wrock Traducteur (ouvert entre 2009 et 2012), le wizard rock reste une pratique de niche. Plusieurs groupes français écrivent d'ailleurs leurs chansons en anglais pour trouver leur public. C'est le cas des Basilisk in Your Pasta, qui ont participé à plusieurs compilations internationales de wizard rock.
Plusieurs artistes, duos ou groupes se sont néanmoins lancés dans l'aventure :
- Basilisk in your Pasta : le premier groupe de wizard rock français, dans un style parfois approchant la ska, est fondé en 2007[28]. Si la plupart de leurs morceaux sont en anglais, ils proposent malgré tout quelques chansons en français. Le groupe n'est plus actif depuis 2009, mais se réunit pour un concert exceptionnel, leur premier live, le 12 septembre 2020 au château de Thoiry à l'occasion des 20 ans du site gazette-du-sorcier.com[29].
- Celestina Moldubec : se lance en 2007 avec les titres "Ensorcelée" et "Passion magique" pour fournir des morceaux exclusifs au podcast RITM de la Gazette du Sorcier[30],[31] Elle a la particularité de proposer des chansons uniquement en français.
- The Delacour Sisters : un projet éphémère à l'initiative de la gestionnaire du site Wrock-traducteur[26].
- Basty Snitchnip : pseudonyme de Bastien Lenoir qui, dans un style electro, propose des compositions originales mais aussi des reprises de chansons connues ("Get lucky" qui devient "Kill Voldy"[32]). Son premier morceau s'intitule Dear Mr Potter, allusion la lettre d'acceptation à Poudlard.[33] Il diffuse également pour noël 2014 une version revisitée de "God rest ye merry gentlemen" baptisée "God rest ye merry hippogriff"[34]. Il s'agit d'une référence à un cantique chanté par le personnage de Sirius Black dans la version originale de Harry Potter et l'Ordre du Phénix[35].
- Boba Sisters : un groupe qui dévoile 4 chansons en 2013 avant de disparaître. Toutes leurs chansons sont en anglais, et basées sur des airs connus[36].
- Kate Laflamme écrit deux chansons en 2014 : Serpenstars et Un chaudron plein de passion.[37] Ces chansons sont écrites dans le cadre d'un jeu de rôle sur le site Poudlard 12[38].
- Les Barnabas Cuffe : dernier né du wizard rock français, le groupe est officiellement fondé en novembre 2016 à l'occasion de la soirée Génération Harry Potter du site Poudlard12.com et reste actif à l'heure actuelle[39],[40] Cependant, leur première chanson est publiée, dans un premier temps, sur le site gazette-du-sorcier.com à l'été 2016[41]. Le nom du groupe est d'ailleurs une référence obscure au directeur de La Gazette du Sorcier dans la saga Harry Potter[42]. Ils proposent des morceaux en français, écrit sur des airs connus. Le groupe est composé d'un guitariste/chanteur et d'un flutiste/chanteur et propose un style acoustique[43].

D'autres groupes ou troupes existent en marge de ce mouvement qui cherche à faire vivre le wizard rock en francophonie.
- Les Kids des Etoiles ont traduit plusieurs spectacles de la troupe américaine Starkid, dont la célèbre trilogie parodique A Very Potter.[44] Ces spectacles étant des comédies musicales, certains considèrent que les différentes chansons s'inscrivent dans le mouvement du wizard rock.
- Pottermania, troupe belge, a également monté deux spectacles musicaux parodiques autour de l'univers de Harry Potter : Potter Mania et Voldy's Back.[45],[46] Les chansons, en français, sont écrites sur des airs connus, contrairement aux musiques originales des parodies des Starkid[47].  La troupe s'est néanmoins fortement inspirée de celles-ci, bien que l'influence se ressente moins dans leur deuxième spectacle[48],[49]

Enfin, certains artistes français font référence à l'univers de Harry Potter dans leurs chansons ou leurs remix. C'est le cas par exemple du duo Trinix, avec son "Harry Potter Remix". Ceux-ci ne cherchant pas à se spécialiser dans les références à cet univers ou à s'inscrire dans le mouvement du wizard rock, ce type d'incursion unique et sporadique n'est généralement pas considéré comme étant du wizard rock.